# کلمنت (مینه‌سوتا)
کلمنت، مینه‌سوتا (به انگلیسی: Clements, Minnesota) یک شهر در ایالات متحده آمریکا است که در مینه‌سوتا واقع شده‌است.

## خصوصیات
کلمنت ۰٫۹۸ کیلومترمربع مساحت و ۱۵۳ نفر جمعیت دارد و ۳۲۰ متر بالاتر از سطح دریا واقع شده‌است.